# (3863) Guiliarovski
(3863) Guiliarovski est un astéroïde de la ceinture principale.

## Description
(3863) Guiliarovski est un astéroïde de la ceinture principale. Il fut découvert le 26 septembre 1978 à Naoutchnyï par Lioudmila Jouravliova. Il présente une orbite caractérisée par un demi-grand axe de 2,33 UA, une excentricité de 0,15 et une inclinaison de 9,7° par rapport à l'écliptique.

## Compléments